# Comuna de Radymno
Radymno (polaco: Gmina Radymno) é uma gminy (comuna) na Polónia, na voivodia de Subcarpácia e no condado de Jarosławski. A sede do condado é a cidade de Radymno.
De acordo com os censos de 2004, a comuna tem 11 336 habitantes, com uma densidade 62,1 hab/km².

## Área
Estende-se por uma área de 182,44 km², incluindo:
- área agricola: 74%
- área florestal: 15%

## Subdivisões
- Budzyń, Chałupki Chotynieckie, Chotyniec, Duńkowice, Grabowiec, Korczowa, Łazy, Michałówka, Młyny, Nienowice, Ostrów, Piaski, Skołoszów, Sośnica, Sośnica-Brzeg, Święte,  Zaleska Wola, Zabłotce, Zamojsce.

## Comunas vizinhas
- Chłopice, Jarosław, Laszki, Orły, Radymno, Stubno, Wielkie Oczy.